# Azerbajdzsán az olimpiai játékokon
Azerbajdzsán először az 1996-os nyári olimpiai játékokon vett részt, azóta valamennyi olimpián képviseltette magát az ország. Ezt megelőzően 1952 és 1988 között az azeri sportolók a szovjet csapatban szerepeltek, illetve az 1992-es nyári játékokon az Egyesített Csapat részét képezték.
Az azeri sportolók eddig 56 érmet szereztek, legeredményesebb sportáguk a birkózás.
Az Azerbajdzsáni Nemzeti Olimpiai Bizottság 1992-ben alakult meg, a NOB 1993-ban vette fel tagjai közé.

## Éremtáblázatok

### Érmek a nyári olimpiai játékokon
| Olimpia              | Arany                          | Ezüst                          | Bronz                          | Összesen                       |
| 1952–1988            | A Szovjetunió részeként        | A Szovjetunió részeként        | A Szovjetunió részeként        | A Szovjetunió részeként        |
| 1992, Barcelona      | Az Egyesített Csapat részeként | Az Egyesített Csapat részeként | Az Egyesített Csapat részeként | Az Egyesített Csapat részeként |
| 1996, Atlanta        | 0                              | 1                              | 0                              | 1                              |
| 2000, Sydney         | 2                              | 0                              | 1                              | 3                              |
| 2004, Athén          | 1                              | 0                              | 4                              | 5                              |
| 2008, Peking         | 1                              | 1                              | 4                              | 6                              |
| 2012, London         | 2                              | 2                              | 5                              | 9                              |
| 2016, Rio de Janeiro | 1                              | 7                              | 10                             | 18                             |
| 2020, Tokió          | 0                              | 3                              | 4                              | 7                              |
| 2024, Párizs         | 2                              | 2                              | 3                              | 7                              |
| Összesen             | 9                              | 16                             | 31                             | 56                             |

## Érmek sportáganként

### Érmek a nyári olimpiai játékokon sportáganként
| Azerbajdzsán érmei a nyári olimpiai játékokon sportáganként | Azerbajdzsán érmei a nyári olimpiai játékokon sportáganként | Azerbajdzsán érmei a nyári olimpiai játékokon sportáganként | Azerbajdzsán érmei a nyári olimpiai játékokon sportáganként | Az olimpiai zászlaja |

| Sportág       | Arany | Ezüst | Bronz | Összesen |
| ------------- | ----- | ----- | ----- | -------- |
| Birkózás      | 4     | 8     | 16    | 28       |
| Cselgáncs     | 3     | 2     | 2     | 7        |
| Taekwondo     | 1     | 1     | 2     | 4        |
| Sportlövészet | 1     | 0     | 2     | 3        |
| Ökölvívás     | 0     | 2     | 8     | 10       |
| Karate        | 0     | 2     | 0     | 2        |
| Kajak-kenu    | 0     | 1     | 1     | 2        |
| Összesen      | 9     | 16    | 31    | 56       |